# Festival Mundial de Publicidade de Gramado
O Festival Mundial de Publicidade de Gramado ocorre na cidade de Gramado, no Rio Grande do Sul. Desde 1976 realiza seminários, palestras, exposições e workshops sobre temas da publicidade e propaganda, sendo o terceiro maior evento do mundo na área, em número de participantes, e o maior da América Latina.
O festival ocorre a cada dois anos no Brasil e nos anos Ímpares no exterior. 

## Patronos do Festival
- Maurício Sobrinho: 1983
- Jayme Sirotsky: 1985
- Roberto Marinho: 1987
- José Carlos Gomes  Salles Neto: 1989
- Roberto Civita: 1991
- Nelson Sirotsky: 1993
- João Saad: 1995
- Armando Ferrentini: 1997
- Flávio Corrêa: 1999
- Luiz Fernando Levy: 2001
- Petrônio Corrêa: 2003
- Octávio Gadret: 2005
- Roberto Duailibi: 2007
- Washington Olivetto: 2009
- Luiz Lara: 2011
- Octávio Florisbal: 2013
- Willy Haas Filho: 2015
- Carlos Henrique Schroder: 2017

### Patronos das edições extras
Paris - Mauro Salles
Buenos Aires - Roberto Duailibi
México/Itália/Japão - Washington Olivetto
Nova Iorque - Luiz Lara
Panamá - Roberto Duailibi

## Presidentes
- José Daltro Franchini: 1976, 1983 e 1985
- João Firme de Oliveira: 1979
- Hesíodo Andrade: 1981 e 1991
- Ernani Behs: 1987
- Antônio Firmo Gonzalez: 1989
- Romualdo Skowronsky: 1993
- Alfredo Henrique Schertel: 1995
- Luiz Coronel: 1997
- Gunther Staub: 1999
- Antônio D’Alessandro: 2001
- Reinaldo Lopes: 2003
- Alberto Freitas: 2005
- Airton Rocha: 2007
- Alexandre Skowronsky: 2009
- Roberto Callage: 2011
- Mauro Dorfman: 2013
- Roberto Duailibi: 2015
- Sergio Gordilho: 2017